# واين الكسندر
واين الكسندر (بالإنجليزية: Wayne Alexander)‏ هو ممثل أمريكي، ولد في 1943.

## وصلات خارجية
- واين الكسندر على موقع IMDb (الإنجليزية)
- واين الكسندر على موقع ألو سيني (الفرنسية)
- واين الكسندر على موقع أول موفي (الإنجليزية)
- واين الكسندر على موقع قاعدة بيانات الأفلام السويدية (السويدية)
- واين الكسندر على موقع قاعدة بيانات الفيلم (الإنجليزية)
- واين الكسندر على موقع كينوبويسك (الروسية)